# Полянский, Борис Александрович
Борис Александрович Полянский (2 июля 1911, Нарым — 2 сентября 1998, Новосибирск) — советский и российский медик, кандидат (1941) и доктор (1959) медицинских наук, профессор (1959), заведующий кафедрой общей хирургии Новосибирского мединститута.

## Биография
Родился 2 июля 1911 года в Нарыме. Отец был сельским врачом.
Окончил Иркутский медицинский институт (1936), здесь же на кафедре детских болезней проходил обучение в аспирантуре, которое совмещал с врачебной работой на Иркутской станции переливания крови.
В мае 1941 года защитил диссертацию на степень кандидата наук, в июне этого года отправился на фронт в составе 133-й Сибирской дивизией, где служил хирургом медсанбата, начальником хирургической группы ОРМУ и начальником отдела переливания крови фронта.
В 1946 году вернулся в Новосибирск, где занял должность ассистента кафедры госпитальной хирургии. С 1950 по 1957 год — директор Новосибирской станции переливания крови.
Основной научный труд Полянского — докторская диссертация «Влияние температурных и механических факторов на консервированную кровь в свете задач транспорта и хранения её».
Был в составе редакционного совета журнала «Проблемы гематологии и переливания крови». В 1957 году назначен исполняющим обязанности заведующего кафедры, в 1959 году — заведующим кафедрой общей хирургии.
Инициатор создания первого областного отделения сосудистой патологии Новосибирска.
Выполнил свыше 140 научных работ. Под руководством Полянского защищены 18 кандидатских и 3 докторских диссертаций.
В течение многих лет занимал должность председателя правления Новосибирского научного общества хирургов.
Умер 2 сентября 1998 года в Новосибирске. Похоронен на Заельцовском кладбище (квартал 63н).

## Награды
Награждён орденами Отечественной войны, Красной Звезды, Трудового Красного Знамени, знаком «Отличник здравоохранения» и медалями (всего девять правительственных наград).